# 鮪匠
鮪匠（まぐろのたくみ）は一般社団法人全国鮪解体師協会が直轄管理しており、運営業務は、業務委託されている株式会社成上商事が行っている。

## 事業内容
1. マグロ等漁業水産物に関する専門知識・技能の検定試験
2. マグロをはじめとする漁業水産物に関する知識の普及教育事業
3. マグロをはじめとする日本の食文化の普及向上事業
4. イベント事業・セミナー及び公演等の事業
5. 鮪解体師資格の認証
6. マグロの解体ショー・鮪解体師の知名度アップのための事業及びイベント等の斡旋
7. トレーサビリティシステムによる流通管理・監視と産地保証事業
8. その他この法人の目的を達成するために必要な事業[1]

## 関連営業所
- 豊洲営業所　東京都江東区豊洲6-5-1 6街区　水産仲卸売場棟1F